# Thanh kem boba
Thanh kem boba là loại thực phẩm đông lạnh thường được ăn dưới dạng món tráng miệng hoặc đồ ăn nhẹ. Đây là thanh kem với những miếng boba trong suốt. Loại kem này thường được làm từ sữa và kem lạnh, và có thể thêm thắt hương vị với các thành phần khác, chẳng hạn như trà xanh, trà Thái, v.v... Ý tưởng về loại kem này bắt nguồn từ trà trân châu của Đài Loan. Boba được làm từ tinh bột sắn sẽ trở nên sền sệt khi nấu chín, nhờ vào sự kết hợp của cả độ béo của kem và độ dai của boba. Thanh kem này nên được giữ đông và rã đông một chút trước khi ăn.